# Monte Nyiragongo
El monte Nyiragongo es un estratovolcán activo de 3471 m de altitud situado en las montañas Virunga, asociados al Rift Albertino. Se encuentra dentro del Parque nacional Virunga, en la República Democrática del Congo, a unos 20 km al norte de la ciudad de Goma y el lago Kivu y justo al oeste de la frontera con Ruanda. El cráter principal tiene unos dos kilómetros de ancho y suele contener un lago de lava. El cráter tiene actualmente dos bancos de lava enfriados dentro de las paredes del cráter: uno a unos 3175 m y otro más bajo a unos 2975 m. El lago de lava del Nyiragongo ha sido en ocasiones el lago de lava más voluminoso conocido en la historia reciente. La profundidad del lago de lava varía considerablemente. Antes de la erupción de enero de 1977 se registró una elevación máxima del lago de lava de unos 3.250 m, lo que supone una profundidad del lago de unos 600 m. Tras la erupción de enero de 2002, el lago de lava se registró a un nivel mínimo de unos 2600 m, es decir, 900 m por debajo del borde. Desde entonces, el nivel ha subido gradualmente. El monte Nyiragongo y el cercano monte Nyamuragira son responsables del 40% de las erupciones volcánicas históricas de África.

## Historial activo

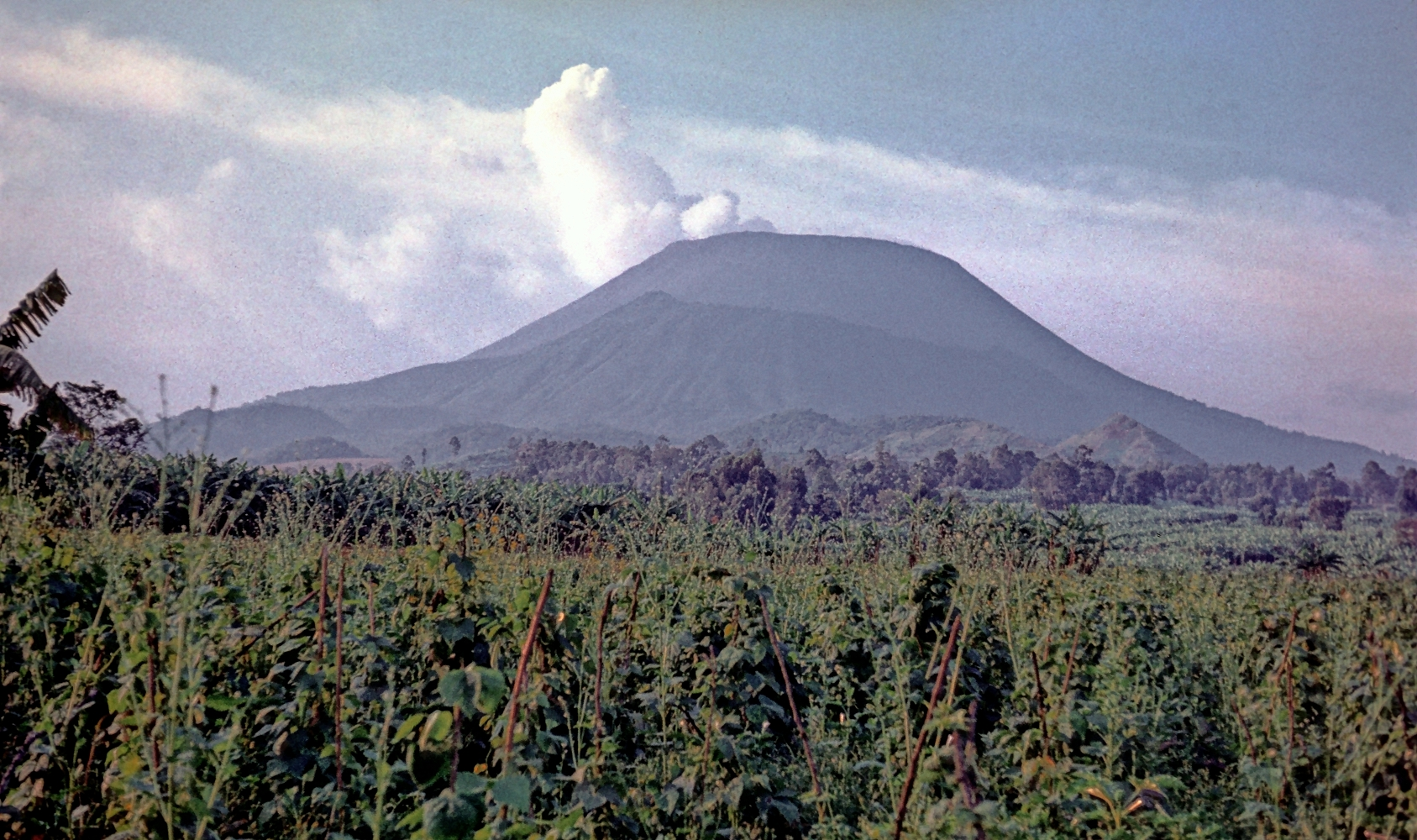
Vista lejana del volcán

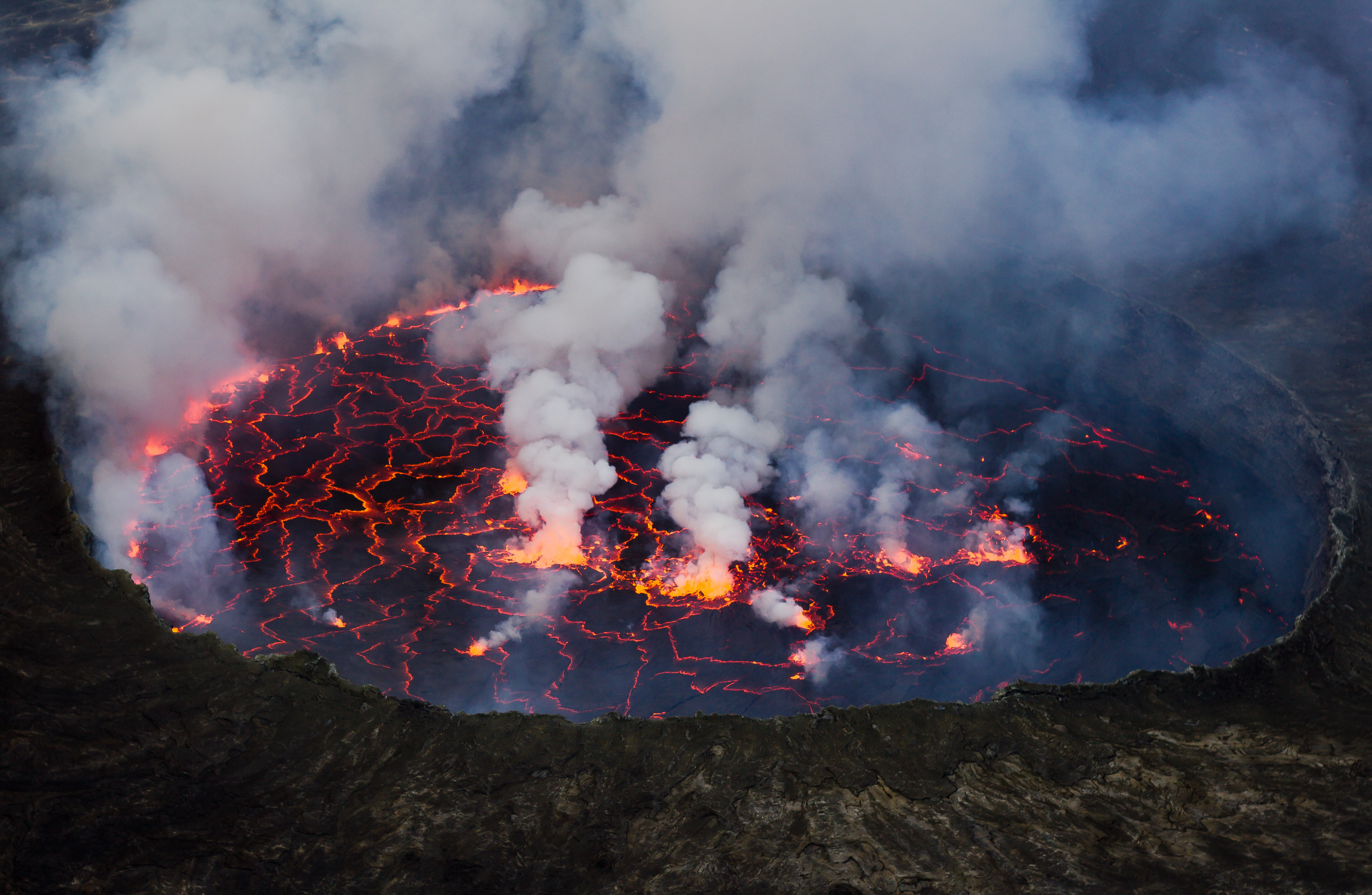
El volcán en mayo de 2011

En 1894 se descubrió un lago de lava sobre el Nyiragongo, el cual fue documentado científicamente en 1948. Este lago fue destruido en una breve pero intensísima erupción límnica el 10 de enero de 1977. En aquella erupción se dieron los flujos de lava más rápidos jamás medidos, por encima de los 95 km/h. Desde 1982, el volcán ha erupcionado más de 30 veces. El 17 de enero de 2002, entre 14 y 34 millones de metros cúbicos de lava cayeron sobre la ciudad de Goma, obligando al éxodo de más de 120.000 personas. El lago de lava se reformó como resultado de esta erupción.
El 22 de mayo de 2021, el volcán entró de nuevo en erupción. La lava se acercó al Aeropuerto de Goma y se dirigió hacia el centro de la ciudad de Goma. Una carretera hacia Beni quedó cortada por la lava, y las autoridades instaron a los residentes de la ciudad a evacuar.